# إدغار رولون
إدغار رولون (بالإسبانية: Edgar Rolón)‏ هو مدرب كرة قدم ولاعب كرة قدم باراغواياني في مركز الهجوم، ولد في 28 نوفمبر 1981. لعب مع جنرال كاباليرو ‏.

## وصلات خارجية
- إدغار رولون على موقع قاعدة بيانات كرة القدم.إي يو (الإنجليزية)
- إدغار رولون على موقع Soccerway.com (الإنجليزية)